# North & South (2004)
North & South is een vierdelige historische dramaserie die voor het eerst werd uitgezonden op 14 november 2004 op BBC One. De miniserie is gebaseerd op de Victoriaanse roman North and South uit 1855 van Elizabeth Gaskell en speelt zich af in de jaren rond de Great Exhibition van 1851. De serie werd geregisseerd door Brian Percival.

## Verhaal
De dramaserie gaat over het leven van een jonge vrouw, Margaret Hale, die van een rustige zuidelijke stad verhuisde naar Milton, een zich ontwikkelende industriestad in het noorden van Engeland. De beslissing om te verhuizen werd genomen door haar vader, die dominee is, maar niet meer achter de beslissingen en richtlijnen van de Church of England kan staan en uit de kerk stapt. De familie Hale maakt kennis met de voor hen ongewone manier van leven in het drukke geïndustrialiseerde noorden. Margaret is getuige van de harde wijze waarop de eigenaar van de katoenspinnerij, John Thornton, zijn arbeiders behandelt. Ze bemoeit zich met zijn manier van werken en neemt het op voor de arbeiders, waardoor het botst tussen de twee. Uiteindelijk zien ze elkaar in een heel ander licht en worden verliefd. 

## Rolverdeling
| Acteur              | Personage                                               |
| ------------------- | ------------------------------------------------------- |
| Daniela Denby-Ashe  | Margaret Hale, de protagoniste                          |
| Richard Armitage    | John Thornton, de baas van de katoenmolen               |
| Tim Pigott-Smith    | Richard Hale, Margarets vader                           |
| Sinéad Cusack       | Hannah Thornton, John Thorntons moeder                  |
| Brendan Coyle       | Nicholas Higgins, een katoenarbeider                    |
| Pauline Quirke      | Dixon, de dienstmeid van de familie Hale                |
| Jo Joyner           | Fanny Thornton, John Thorntons zuster                   |
| Kay Lyon            | Mary Higgins, Higgins' jongste dochter                  |
| Lesley Manville     | Maria Hale, Margarets moeder                            |
| Anna Maxwell Martin | Bessy Higgins, Higgins' oudste dochter                  |
| Emma Ferguson       | Edith Lennox, Margarets nicht                           |
| Jane Booker         | Mrs. Shaw, Margarets tante                              |
| Rupert Evans        | Frederick Hale, Margarets broer                         |
| William Houston     | John Boucher, een van de medewerkers van de katoenmolen |
| John Light          | Henry Lennox, aanbidder van Margaret                    |

## Prijzen en nominaties
| Jaar | Prijs        | Categorie              | Ontvangstnemer(s) | Uitslag     |
| ---- | ------------ | ---------------------- | ----------------- | ----------- |
| 2005 | BAFTA Awards | Beste productieontwerp | Simon Elliott     | Genomineerd |